# Војни адвокати (3. сезона)
Трећа сезона серије Војни адвокати је емитована од 23. септембра 1997. године до 19. маја 1998. године и броји 24 епизоде.

## Опис
Главна постава се у овој сезони није мењала.

## Улоге

### Главне
- Дејвид Џејмс Елиот као Хармон Раб мл.
- Кетрин Бел као Сара Макензи
- Патрик Лаборто као Бад Робертс
- Џон М. Џекосн као Алберт Џетро Чегвиден

### Епизодне
- Тери О’Квин као Томас Бун (Епизода 1)

## Епизоде
| Бр. у серији | Бр. у сезони | Наслов                       | Редитељ             | Сценарио                                                                     | Премијерно емитовање |
| --- | ------------ | ---------------------------- | ------------------- | ---------------------------------------------------------------------------- | -------------------- |
| 38 | 1            | Брод духова                  | Доналд П. Белисарио | Синопис: Доналд П. Белисарио Сценарио: Пол Т. Гилкрист и Доналд П. Белисарио | 23. септембар 1997.  |
| Након што је костур пронађен у љусци распаднутог носача авиона Хорнет, Харм постаје запоседнут проналаском везе између тела и његовог несталог оца. Појава Томаса Буна. |              |                              |                     |                                                                              |                      |
| 39 | 2            | Саслушање Сандре Гилберт     | Алан Џ. Луи         | Стивен Зито                                                                  | 30. септембар 1997.  |
| Суђење војнику оптуженом за братимљење постаје сложеније када се активисткиња конгресменке убацује у име "поштења". |              |                              |                     |                                                                              |                      |
| 40 | 3            | Добро службе                 | Aлан Џ. Луи         | Лари Московиц                                                                | 7. октобар 1997.     |
| Харм и Мек морају да се нађу са адмиралом у суду када он брани војног пуковника који је прекршио наређење за спашавање своје екипе са Хаитија. Мек је дубоко забринута јер су она и пуковник некад били љубавници. |              |                              |                     |                                                                              |                      |
| 41 | 4            | Слепа страна                 | Тони Вармби         | Дејна Коен                                                                   | 14. октобар 1997.    |
| Када на војној обуци погину два грађанина, Харм можда мора да оконча каријеру свог ментора да би спасио пилота од преузимања кривице. |              |                              |                     |                                                                              |                      |
| 42 | 5            | Kраљ бува                    | Tони Вармби         | Дејна Коне                                                                   | 21. октобар 1997.    |
| Параплегични вијетнамски ветеран долази у штаб САГ-а и признаје убиство, али ситуација постаје сложенија кад се испостави да човек зна нешто о ономе што се десило Хармовом оцу. |              |                              |                     |                                                                              |                      |
| 43 | 6            | Нестао                       | Алан Џ. Луи         | Р. Скот Џемил                                                                | 28. октобар 1997.    |
| Када потпуно наоружани Ф-14 нестане без трага, Харм и Мек морај уда утврде шта се десило са авионом и његоим пилотом. |              |                              |                     |                                                                              |                      |
| 44 | 7            | Против свих непријатеља      | Џо Наполитано       | Aлекс Дејвидсон                                                              | 4. новембар 1997.    |
| Када је САД оптужена да је оборила Севернокорејски грађански авион, Харм, Мек и Бад морају да раде да би открили истину пре него што Северна Кореја пошаље на САД пројектил као одмазду. |              |                              |                     |                                                                              |                      |
| 45 | 8            | Изнад и изван                | Toни Вармби         | Пол Левин                                                                    | 11. новембар 1997.   |
| Поручник Риверс, МВК-овац који треба да добије орден части јер је спасио вашингтонског дипломату из Хезболаха, можда не добије орден када се открије да је можда оставио једног од својих људи током мисије. Риверс одбија да потврди или демантује ствар. |              |                              |                     |                                                                              |                      |
| 46 | 9            | Судар                        | Пол Шнајдер         | Р. Скот Џемил                                                                | 18. новембар 1997.   |
| Харм и Бад улазе у покрет отпора када истражују ваздушну нсерећу у којој су учествовали војнички хеликоптер и непозната летелица. У међувремену, Мек напушта САГ због грађанске праксе у предузећу њеног дечка. |              |                              |                     |                                                                              |                      |
| 47 | 10           | Држава против Раба           | Грег Бимен          | Laри Московиц                                                                | 25. новембар 1997.   |
| Члан руске мафије је убијен кад је Харм прикупљао податке о томе где му је отац, а Харм је оптужен за његово убиство као грађанина, па Мек мора да га брани. На крају, Харм прима фотографију његовог оца у Русији, а Мек се враћа у САГ. |              |                              |                     |                                                                              |                      |
| 48 | 11           | Без одбране                  | Toни Вармби         | Kимберли Костело                                                             | 9. децембар 1997.    |
| Харм и Мек раде да поразе војног редова која тврди да је убила турског војног аташеа јер је веровала да хоће да је повреди. У почетку Харм не верује у потпуности у причо редова Ленг, али на крају постаје толико убеђен да одбија савет адмирала Чегвидена да попусти политичком притиску и узима случај. |              |                              |                     |                                                                              |                      |
| 49 | 12           | Нек неко пази на Ени         | Грег Бимен          | Стивен Зито                                                                  | 6. јануар 1998.      |
| Харм покушава да заштити Ени Пендри (супругу свог најбољег друга из епизоде "Пилотска грешка") и њеног сина Џоша када овај сведочи убиству на часу у војној бази. Немачки купац оружја за Садама Хусеина издаје наређење да се мали убије, а касније га отима. |              |                              |                     |                                                                              |                      |
| 50 | 13           | С' намером да умре           | Винрих Коб          | Лари Московиц                                                                | 13. јануар 1998.     |
| Када стари ментор адмирала Чегвидена умре у току лова са помоћником секретара министарства одбране, мртвозорник закључује да се убио, али Чегвиден остаје уверен да је убијен и започиње своју истрагу. |              |                              |                     |                                                                              |                      |
| 51 | 14           | Оци                          | Toни Вармби         | Дејна Коен                                                                   | 3. фебруар 1998.     |
| Када војни каплар оптужен за занемаривање дужности украде тенк и одбија да одступи јер пресуда гарантује да неће добити старатељство над сином. |              |                              |                     |                                                                              |                      |
| 52 | 15           | Јучерашњи хероји             | Грег Бимен          | Р. Скот Џемил                                                                | 24. фебруар 1998.    |
| Харм и Мек се придружују тројици ветерана из Другог светског рата у борби против јужноамеричког нарко боса. На Мекин предлог, Бад иде у Неплс на Флориди да упозна Харијетине родитеље. |              |                              |                     |                                                                              |                      |
| 53 | 16           | Ланци команде                | Toни Вармби         | Стивен Зито                                                                  | 3. март 1998.        |
| Наредник на војном броду Морски соко је оптужен за сексуално узнемиравање. Унајмљује грађанског адвоката, Далтона Лауна (Мекиног дечка), да га брани. Случај постаје личан за Мек кад Далтон дође у њен стан да украде поверљиве податке од ње. На крају, мајорски терцет пева песму "Шта слама срце". |              |                              |                     |                                                                              |                      |
| 54 | 17           | Ухода                        | Скот Бразил         | Лари Московиц                                                                | 17. март 1998.       |
| Након што јој је бивши дечко оборен, Мек покушава да буде корак испред онога ко покушава да дође до ње. Адмиралова ћерка Франческа долази из Италије у посету. |              |                              |                     |                                                                              |                      |
| 55 | 18           | Tигар, тигар                 | Toни Вармби         | Tом Парам                                                                    | 24. март 1998.       |
| Путовање "Тигра" са војном посадом и децом постају смртно озбиљни кад Кубански терористи преузму брод. Харм спречава терористе да искористе бродско оружје да убију Фидела Кастра док се брине да таоци не буду повређени. Харм је повео Ениног сина Џоша на путовање, а да то није рекао Ени. На крају епизоде Бад проси Харијет скоро у истом тренутку кад Ени оставља Харма. |              |                              |                     |                                                                              |                      |
| 56 | 19           | На стражи                    | Доналд П. Белисарио | Доналд П. Белисарио                                                          | 31. март 1998.       |
| Хармово ментално здравље је доведено у питање кад почне да се присећа поручника Шонка који је убијен и чији је случај затворен кад се главни осумњичени убио. Мек коначно сазнаје о жени која личи на њу. |              |                              |                     |                                                                              |                      |
| 57 | 20           | Варалица                     | Aлан Џ. Луи         | Р. Скот Џемил                                                                | 21. април 1998.      |
| Осрамоћени бивши шпијун и специјални агент Кларк Палмер преузима Хармов идентитет да би убио кључног сведока на суђењу на које Харм и Мек раде остављајући Харма да умре у његовом минираном стану. Бад даје Харијет прстен. |              |                              |                     |                                                                              |                      |
| 58 | 21           | Повратак Џимија Блекхорса    | Aлан Џ. Луи         | Дејна Коен                                                                   | 28. април 1998.      |
| Лекарка са Наваха одбија да поверује да су у ковчегу који су војници донели остаци њеног девера, човека за шифре са Наваха из Другог светског рата. Тужилаштво одбија да дозволи ДНК анализу и противи се да морнарица назове брод по Џимију Блекхорсу. Када Харм и Мек оду на Нови Зеланд и пронађу Џимија Блекхорса мл., лекарка прихвата остатке, а и да се брод зове по једном од Блекхорсових сабораца. Харм престаје да пуши. |              |                              |                     |                                                                              |                      |
| 59 | 22           | Поткресана крила             | Toви Вармби         | Стивен Зито                                                                  | 5. мај 1998.         |
| Када Ф-14 обори италијански хеликпотер, убијајући шесторо људи, Харм и Мек морају да се суоче на суду када је италијанска влада жељна да тужи пилота лично. Уз помоћ Франческе (Чегвиденове ћерке), Харм проналази малолетницу која је пилотирала летелицом и сударила се са Ф-14 јер је управљала малим авионом без очеве дозволе. |              |                              |                     |                                                                              |                      |
| 60 | 23           | Блуз свадбених звона         | Aлан Џ. Луи         | Синопис: Р. Скот Џемил и Стивен Зито Сценарио: Лари Московиц                 | 12. мај 1998.        |
| Бадово и Харијетино планирање венчања постаје сложено кад Харијетина доминантна мајка хоће да преузме планирање и води је у стриптиз бар на девојачко вече. Планови за венчање са још померају кад Харм - који је Бадов кум и командир почасног вода на венчању - изгуби одело због забуне, а онда низ догађаја на Бадовој момачкој вечери доведе до масовне свађе која доводи до тога да Харм, Бад и адмирал буду похапшени. У међувремну, Бад мл. брине да његов отац, Бад ст., малтретира његовог млажег брата Мајкија, који неће да иде у војску упркос очевим жељама. Након што су пуштени из притвора, Бад мл. жени Харијет на венчању које се завршава са почасним плотуном којим командује Харм. |              |                              |                     |                                                                              |                      |
| 61 | 24           | У Русију с' љубављу (1. део) | Toни Вармби         | Лари Московиц и Доналд П. Белисарио                                          | 19. мај 1998.        |
| Харм добија фотографију која указује на то да је из Вијетнама његов отац послат у Сибир. Харм тражи одлазак у Калифорнију, на шта Чегвиден сумња да је у ствари одлазак у Русију. Чегвиден на крају допушта одлазак и шаље Мек са Хармом. Након посете мајци у Калифорнији, Харм наставља за Русију, где упада у такси чији таксиста Алексеј тврди да је одан вишој власти. У Русији, Харм и Мек још једном приступају "Соколу" и пуковнику Парловском. Траг води до Либијанке. Харм и Мек краду МИГ-29 да би отишли до Либијанке, али пре него што су стигли, јурили су их и на њих су пуцали, а сезона се завршава висећом судбином.                                                                   |              |                              |                     |                                                                              |                      |